# (2724) Orlov
(2724) Orlov es un asteroide que forma parte del cinturón de asteroides y fue descubierto el 13 de septiembre de 1978 por Nikolái Stepánovich Chernyj desde el Observatorio Astrofísico de Crimea, en Naúchni.

## Designación y nombre
Orlov fue designado al principio como 1978 RZ5.
Más adelante se nombró en honor de los astrónomo rusos Serguéi Orlov (1880-1958) y Aleksandr Orlov (1880-1954).

## Características orbitales
Orlov está situado a una distancia media de 2,924 ua del Sol, pudiendo acercarse hasta 2,566 ua y alejarse hasta 3,283 ua. Tiene una excentricidad de 0,1227 y una inclinación orbital de 3,978 grados. Emplea 1826 días en completar una órbita alrededor del Sol.

## Características físicas
La magnitud absoluta de Orlov es 11,5. Tiene 19,74 km de diámetro y su albedo se estima en 0,0947.